# Reichenbach im Vogtland

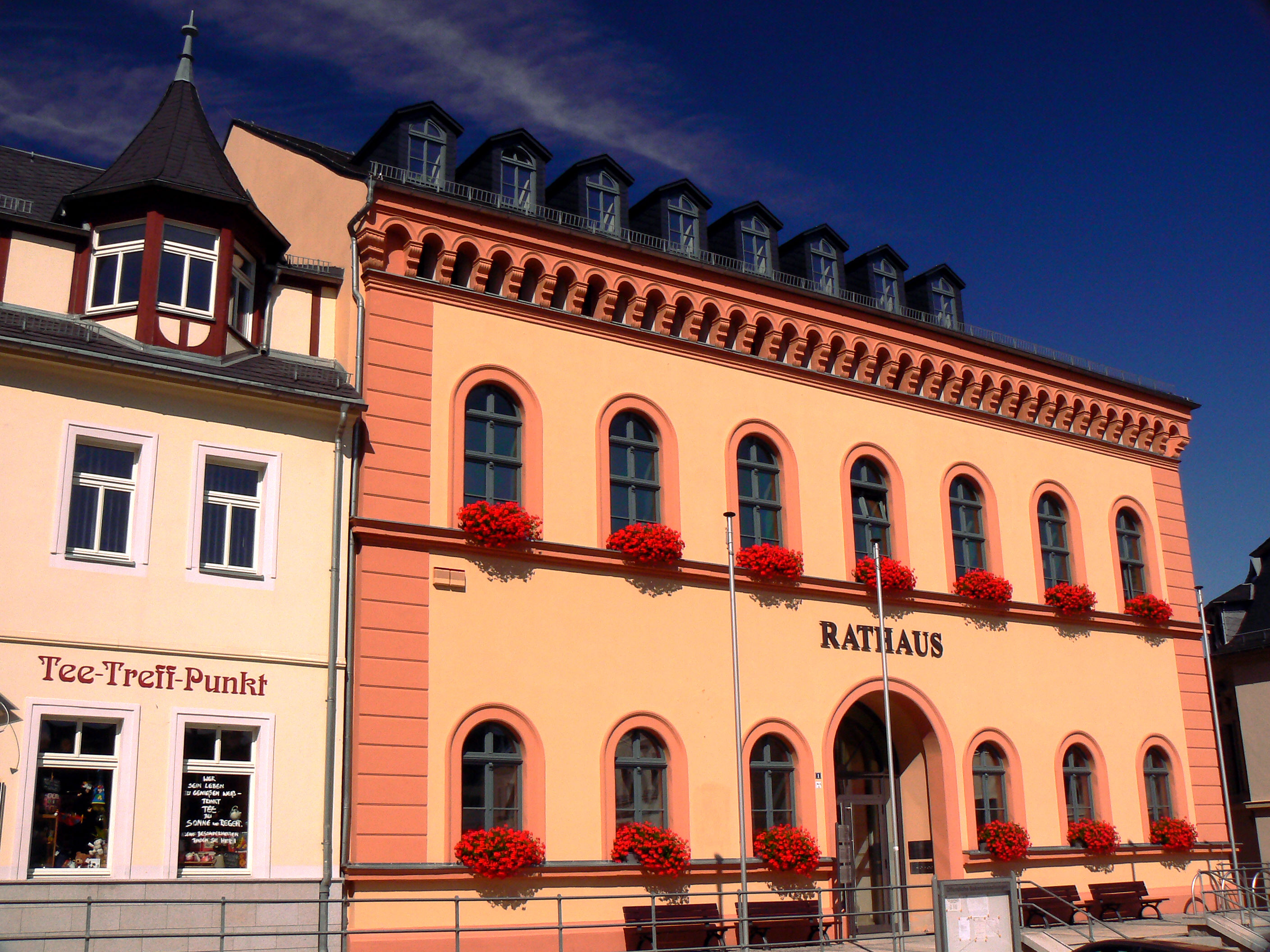
Rathaus (stadhuis)

Reichenbach im Vogtland is een gemeente en plaats in het Vogtland, dat ligt in het zuidwesten de Duitse deelstaat Saksen. Met 20.198 inwoners is het na Plauen de grootste stad in de Vogtlandkreis. Het is gelegen langs de A72 tussen Plauen (ca. 18 km) en Zwickau (ca. 19 km). Sinds 2016 is de voormalige gemeente Mylau bij de stad gevoegd.

## Geschiedenis
Reichenbach im Vogtland is ontstaan als Frankische nederzetting en groeide vanwege haar gunstige ligging in een dal nabij de Burcht van Mylau. De naam Richenbach werd in 1212 voor het eerst opgetekend. Rond 1240 kreeg het stadsrechten. Een oorkonde uit 1271 maakt gewag van de "civitatis richenbach", een kleine stad met zelfbeschikkingsrecht ten aanzien van verdediging, handel en bestuur. Veel van de historie van Reichenbach is verloren gegaan in onder meer de stadsbranden van 1720, 1773 en 1833. De fundamenten van de Petrus en Pauluskerk stammen nog uit de 12e eeuw.
De stad groeide aanzienlijk door de opkomst van de industrialisatie. De goede bereikbaarheid van de stad speelde hierbij wederom een rol. Aanvankelijk was het naai- en weefwerk sterk in opkomst, maar later in de 19e eeuw volgden metaalwerken en begin 20e eeuw vestigden ook papierfabrieken en drukkerijen zich in Reichenbach. Uit deze tijd stammen ook enkele van de meest markante bouwwerken in de stad, waaronder het huidige stadhuis (1837-1839) en het station (1846).
Reichenbach im Vogtland heeft geen grote rol gespeeld in de Tweede Wereldoorlog. Op 21 maart 1945 verloren bij Amerikaanse bombardementen 161 inwoners van Reichenbach im Vogtland het leven en zijn diverse gebouwen verwoest en beschadigd. Op 17 april gaf de stad zich over en werd het door Amerikaanse troepen bezet, die op 1 juli door het Rode Leger werden afgelost. Circa 120 onschuldige jongeren van 15 en 16 jaar oud werden door de politie in Reichenbach overgedragen aan de geheime dienst van de Sovjet-Unie, in de hoop dat daardoor de rest van de stadsbewoners ontzien werden.
Na de opsplitsing van Duitsland kwam Reichenbach im Vogtland in de DDR te liggen. Sindsdien is het inwoneraantal gestaag gedaald van bijna 35.000 tot circa 21.000 vandaag de dag. Als gevolg van de Duitse hereniging in 1990 verloren vele inwoners hun baan en trokken ze weg, zoals dit ook in andere Oost-Duitse industriesteden het geval was. Sindsdien is er veel gedaan om de plaatselijke economie op te bouwen. Reichenbach im Vogtland kent nog vele historische industriële bouwwerken.
Tot Reichenbach im Vogtland worden de stadsdelen Friesen, Brunn, Rotschau en Schneidenbach gerekend. Sinds 2000 bestaat er een Verwaltungsgemeinschaft met de gemeente Heinsdorfergrund.

## Bezienswaardigheden

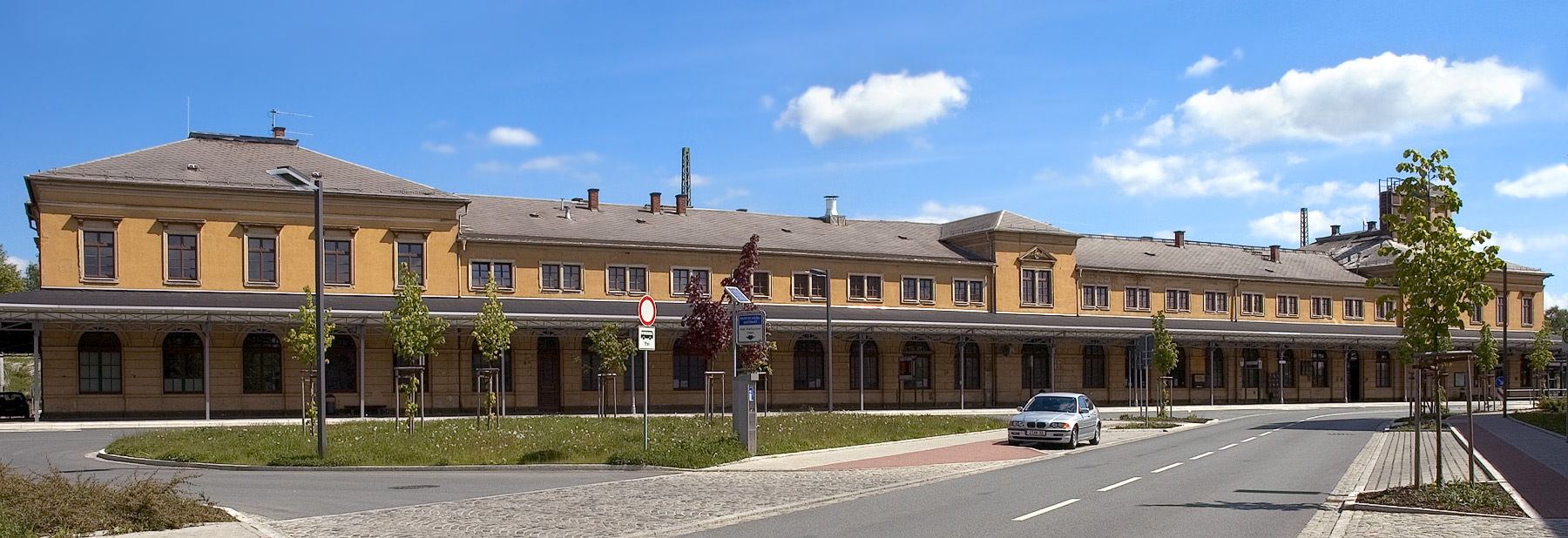
Reichenbach Oberer Bahnhof (treinstation)

Göltzschdalbrug

- Het treinstation (Reichenbach Oberer Bahnhof) is onderdeel van de spoorlijn Leipzig - Hof, waartoe ook de grootste stenen brug ter wereld behoort, de Göltzschdalbrug die 4 km ten westen van de stad ligt. Als tussenstation werd het, in 1974 gesloten, voormalige spoorwegstation Reichenbach Unterer Bahnhof gebruikt.

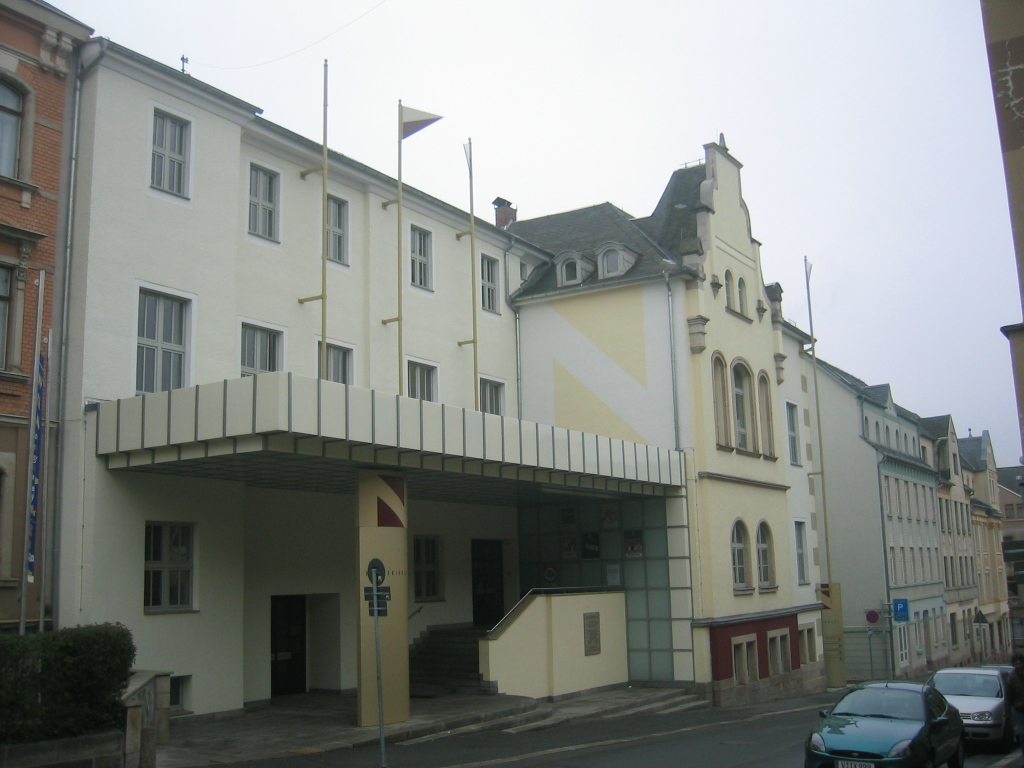
Neuberinhaus (museum, theater en concerthal)

- Het Neuberinhaus is een museum over de plaatselijke historie en theaterkunst en is vernoemd naar de beroemdste inwoner van de stad, Friederike Caroline Neuber (1697–1760).

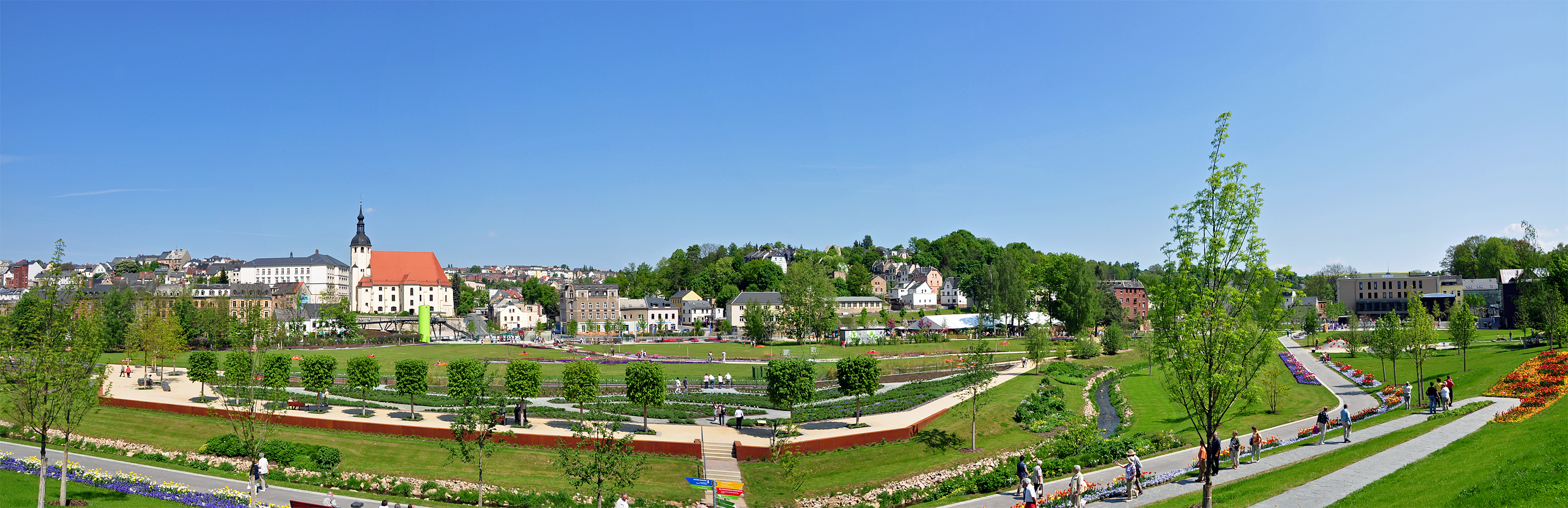
Panorama van de tuinen in de 5e Saxische Landesgartenschau

- De tuinen van de 5e Saxische Landesgartenschau (horticultuurshow) die tussen 1 mei en 18 oktober 2009 werd gehouden.

## Onderwijs
De West-Saksische Universiteit voor Toegepaste Wetenschappen in Zwickau biedt in Reichenbach bachelor- en masteropleidingen in architectuur en textiel- en lederbewerking aan. In de stad bevinden zich verder een gymnasium, een Mittelschule, drie basisscholen en een bijzondere school voor lichamelijk en verstandelijk gehandicapten.

## Overige
In Reichenbach im Vogtland staat een betonnen Fernsehturm (televisiemast) van Deutsche Telekom met een ultrakorte golfzender die onder meer Vogtlandradio uitzendt.

## Bevolkingsgroei

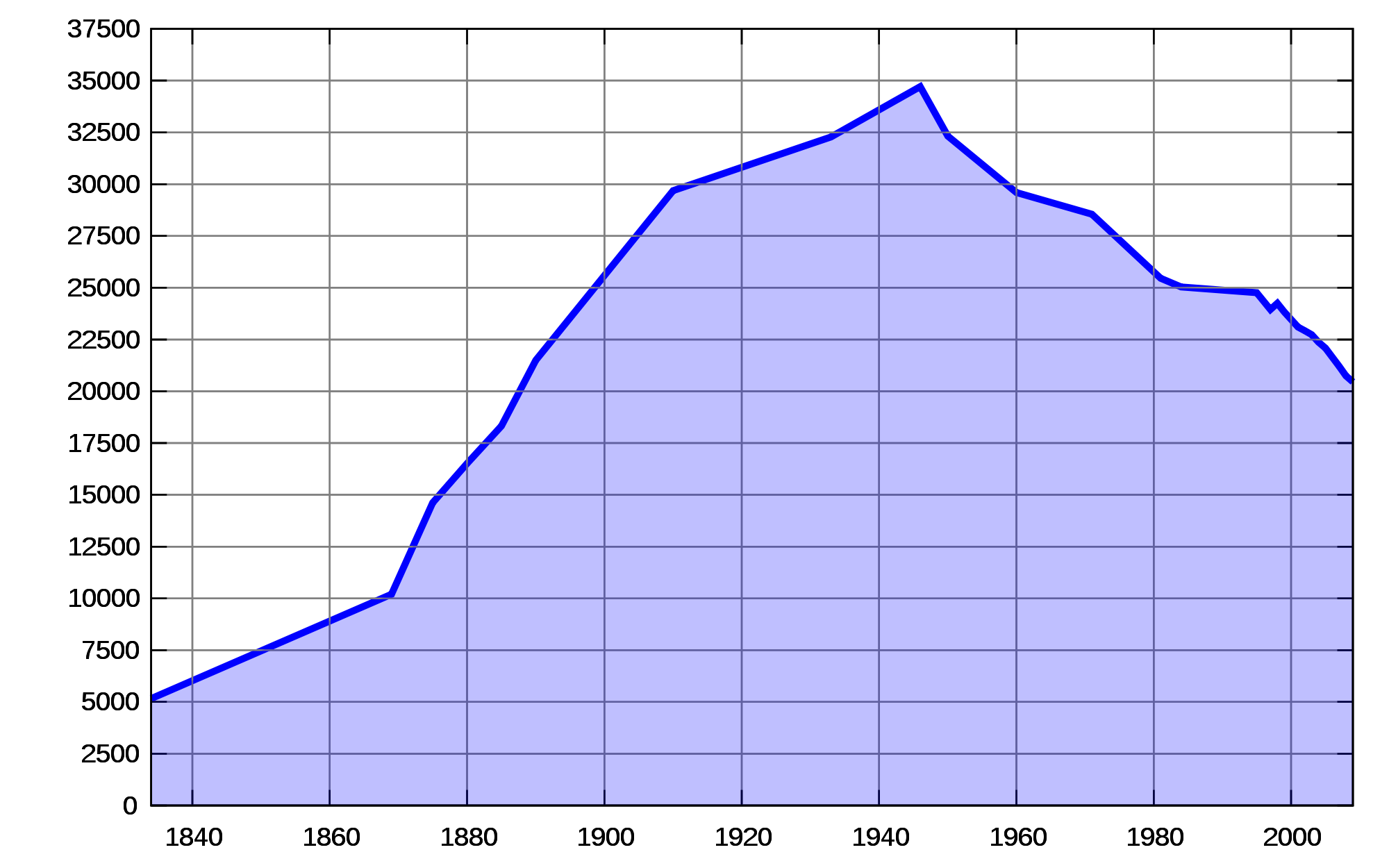
Bevolkingsgroei

| - 1834 - 5.165 - 1869 - 10.200 - 1871 - 12.942 - 1875 - 14.620 - 1880 - 16.509 - 1885 - 18.320 - 1890 - 21.496 - 1910 - 29.685 - 1925 - 30.862 | - 1933 - 32.276 - 1939 - 31.661 - 1946 - 34.708 - 1950 - 32.320 - 1960 - 29.598 - 1964 - 29.535 - 1971 - 28.545 - 1981 - 25.458 - 1984 - 25.033 | - 1990 - 25.036 - 1995 - 24.762 - 1997 - 23.949 - 1998 - 24.251 - 1999 - 23.831 - 2000 - 23.469 - 2001 - 23.096 - 2002 - 22.923 - 2003 - 22.729 | - 2004 - 22.371 - 2005 - 22.082 - 2007 - 21.210 - 2008 - 20.746 - 2009 - 20.449 - 2010 - 20.146 - 2011 - 19.836 - 2012 - 19.087 - 2013 - 18.879 |